# O felix culpa
La locuzione latina O felix culpa, tradotta letteralmente, significa o colpa felice.
La frase, derivata da un'omelia di sant'Agostino, è tratta dalla liturgia della Chiesa, e precisamente dall'Exsultet o preconio pasquale, che viene a tutt'oggi cantato il Sabato santo per la benedizione del cero pasquale. La Chiesa arriva a definire "beata" la colpa di Adamo, perché essa portò agli uomini Gesù Redentore:
(Messale Romano, preconio pasquale, Exsultet)

Il catechismo cattolico riporta la frase nell'ambito di una citazione di san Tommaso d'Aquino:
L'esclamazione si applica a quegli sbagli che diventano fonte di qualche beneficio, come in ogni caso positivo d'eterogenesi dei fini. 